# 比亚里茨
比亚里茨（法語：Biarritz，發音：[bjaʁits] ⓘ），法国西南部城市，新阿基坦大区大西洋比利牛斯省的一个市镇，隶属于巴约讷区，其市镇面积为11.7平方公里，2022年1月1日时人口数量为25,810人，在法国市镇中排名第346位。
比亚里茨位于大西洋比利牛斯省西部，大西洋比斯开湾沿岸，拥有4公里长的海上立面，距离西班牙边境约25公里，是法国巴斯克地区的核心城市之一。比亚里茨是法国重要的旅游城市，因其温暖的气候及独特的山地和海洋资源而闻名。1854年，拿破仑三世夫人歐仁妮·德·蒙提荷在比亚里茨修建巴拉斯酒店，此后成为法国重要的高层首脑会议中心。2019年，第45屆七大工業國組織會議（G7峰会）在比亚里茨举办。

## 地名来源
“比亚里茨”一名的具体来源尚存争议，当地历史学家普遍认为其来源于古巴斯克语，意为“草原”，可能与当地的自然景观有关。根据法国人文学家米歇尔·莫尔旺的论断，比亚里茨在中世纪时长期为荒地。

## 历史

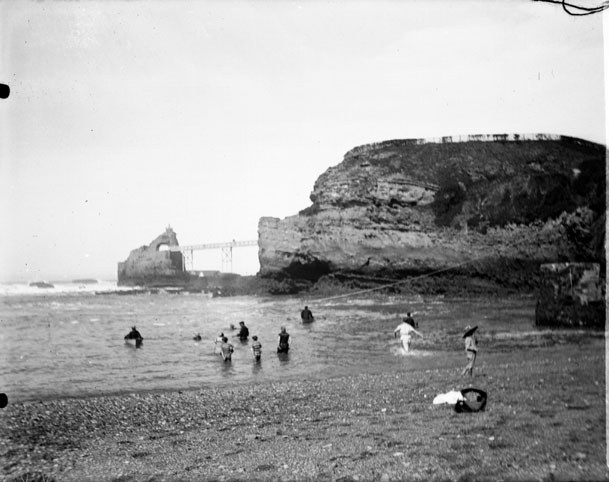
19世纪末比亚里茨的游客

比亚里茨历史上长期为一处普通村落，中世纪时为连接法国和西班牙道路上的一个驿站，并出现了教堂。1686年，巴约讷的医生发现了比亚里茨海岸附近的温泉资源，其附近形成了以医疗为目的而建的疗养院。法国大革命后，比亚里茨成为大西洋比利牛斯省的一个市镇。1854年，拿破仑三世夫人歐仁妮·德·蒙提荷在此修建巴拉斯酒店作为其私人宅邸，邀请了众多欧洲国家首脑，比亚里茨由此名声大噪。19世纪中后期，其城市快速扩张，至19世纪末，比亚里茨已成为法国重要的旅游城市，市区出现了有轨电车。美国作家欧内斯特·海明威的小说《太阳照常升起》即描述了比亚里茨所处的巴斯克地区的日常生活。第二次世界大战期间，一支纳粹军队曾由此登陆。1945年8月至1946年3月间，美军曾在此建立比亚里茨军事大学。20世纪后期，随着高速公路及高铁的开通，比亚里茨吸引了大批来自法国各地的游客。2019年8月24日至26日间，第45屆七大工業國組織會議在比亚里茨举办。

## 地理

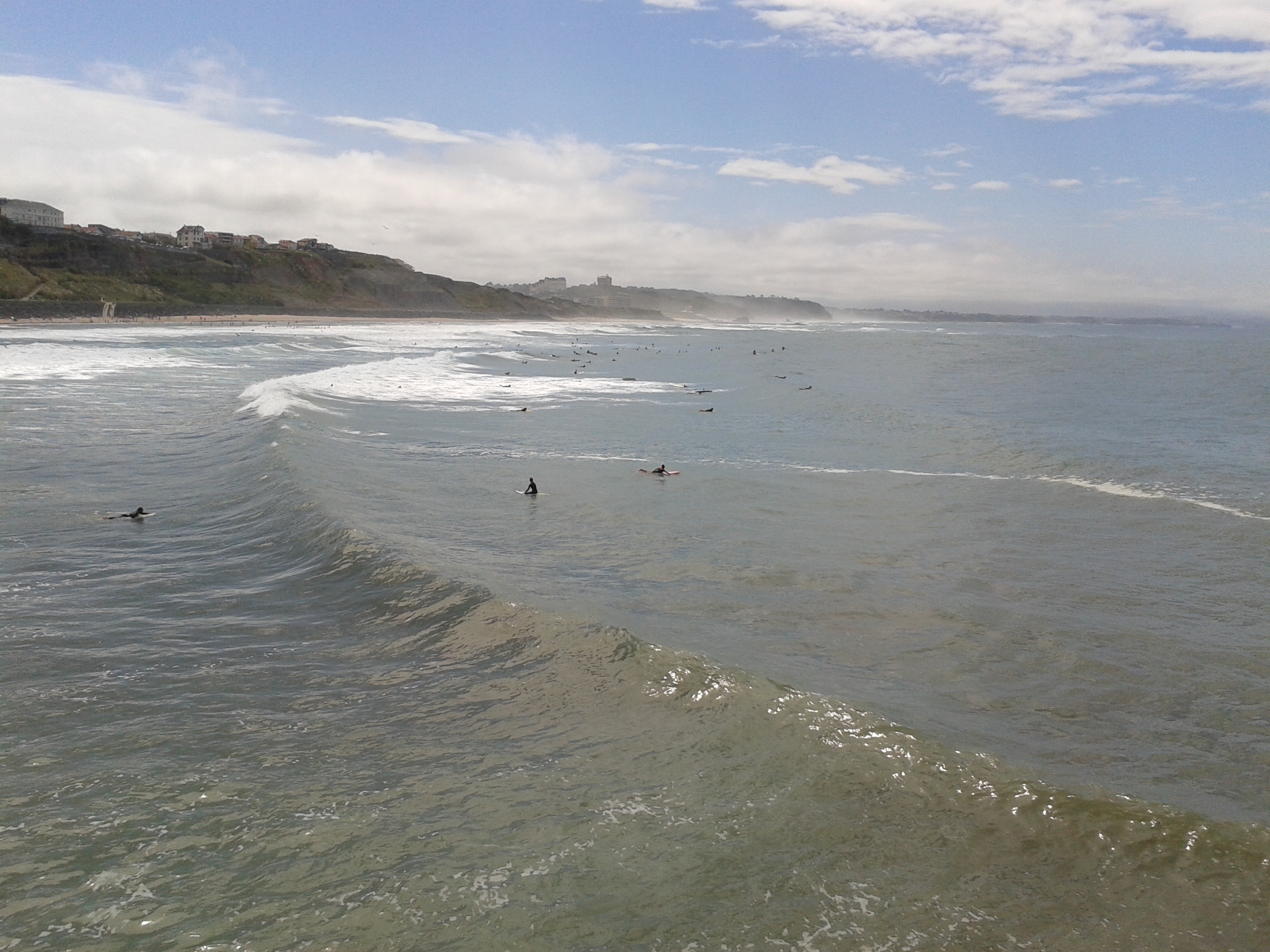
比亚里茨附近的海滩

比亚里茨位于法国西南部，新阿基坦大区西南部和大西洋比利牛斯省西部，距离省会波城大约121公里。与比亚里茨接壤的市镇包括：昂格莱特、阿尔博讷、阿尔康格、比达尔。

### 地形
比亚里茨位于比利牛斯山西侧，境内以丘陵为主，靠海的部分区域有较为明显的高差，其中圣母岩（Rocher de la Vierge）是当地重要的自然景观。比亚里茨全境海拔在0到85米之间。

### 水文
比亚里茨位于比斯开湾东南侧，因地形及洋流的影响，其沿岸因较为明显的海浪而闻名，冲浪是该地重要的旅游项目。除此之外，比亚里茨内陆的地表无大型天然径流分布，南侧有穆里斯科湖（Lac de Mouriscot）。

### 植被
比亚里茨属于温带落叶林区，市区内的主要林地分布于市区南部的穆里斯科湖周边，以及一些分散式居民区之间。

### 气候
比亚里茨在柯本气候分类法中属于温带海洋性气候，因其纬度相对较低，故又呈现出一定的亚热带特征，年均气温高于同气候带的高纬度地区。
比亚里茨境内设有气象站，以下为该气象站的数据：
| 比亚里茨1981年－2019年 | 比亚里茨1981年－2019年 | 比亚里茨1981年－2019年 | 比亚里茨1981年－2019年 | 比亚里茨1981年－2019年 | 比亚里茨1981年－2019年 | 比亚里茨1981年－2019年 | 比亚里茨1981年－2019年 | 比亚里茨1981年－2019年 | 比亚里茨1981年－2019年 | 比亚里茨1981年－2019年 | 比亚里茨1981年－2019年 | 比亚里茨1981年－2019年 | 比亚里茨1981年－2019年 |
| 月份                   | 1月                    | 2月                    | 3月                    | 4月                    | 5月                    | 6月                    | 7月                    | 8月                    | 9月                    | 10月                   | 11月                   | 12月                   | 全年                   |
| ---------------------- | ---------------------- | ---------------------- | ---------------------- | ---------------------- | ---------------------- | ---------------------- | ---------------------- | ---------------------- | ---------------------- | ---------------------- | ---------------------- | ---------------------- | ---------------------- |
| 历史最高温 °C（°F）    | 23.4 (74.1)            | 28.9 (84.0)            | 29.7 (85.5)            | 32.1 (89.8)            | 34.8 (94.6)            | 39.2 (102.6)           | 39.8 (103.6)           | 40.6 (105.1)           | 38.7 (101.7)           | 32.2 (90.0)            | 27.8 (82.0)            | 25.1 (77.2)            | 40.6 (105.1)           |
| 平均高温 °C（°F）      | 12 (54)                | 12.8 (55.0)            | 15 (59)                | 16.2 (61.2)            | 19.6 (67.3)            | 22.1 (71.8)            | 24.1 (75.4)            | 24.7 (76.5)            | 23.2 (73.8)            | 20 (68)                | 15.1 (59.2)            | 12.5 (54.5)            | 18.1 (64.6)            |
| 日均气温 °C（°F）      | 8.4 (47.1)             | 8.9 (48.0)             | 11 (52)                | 12.4 (54.3)            | 15.6 (60.1)            | 18.3 (64.9)            | 20.4 (68.7)            | 20.8 (69.4)            | 18.8 (65.8)            | 16 (61)                | 11.4 (52.5)            | 9 (48)                 | 14.3 (57.7)            |
| 平均低温 °C（°F）      | 4.8 (40.6)             | 5 (41)                 | 7 (45)                 | 8.5 (47.3)             | 11.6 (52.9)            | 14.6 (58.3)            | 16.7 (62.1)            | 17 (63)                | 14.5 (58.1)            | 11.9 (53.4)            | 7.7 (45.9)             | 5.5 (41.9)             | 10.4 (50.7)            |
| 历史最低温 °C（°F）    | −12.7 (9.1)            | −11.5 (11.3)           | −7.2 (19.0)            | −1.3 (29.7)            | 3.3 (37.9)             | 5.3 (41.5)             | 9.2 (48.6)             | 8.6 (47.5)             | 5 (41)                 | −0.6 (30.9)            | −5.7 (21.7)            | −8.9 (16.0)            | −12.7 (9.1)            |
| 平均降水量 mm（）      | 128.8 (5.07)           | 111.5 (4.39)           | 103.5 (4.07)           | 129.7 (5.11)           | 113.9 (4.48)           | 87.8 (3.46)            | 69.3 (2.73)            | 98.4 (3.87)            | 119.6 (4.71)           | 152.1 (5.99)           | 185.9 (7.32)           | 150.4 (5.92)           | 1,450.9 (57.12)        |
| 月均日照時數           | 100.2                  | 114.1                  | 164.4                  | 169.4                  | 193.7                  | 203.3                  | 209                    | 206.8                  | 192.8                  | 141.7                  | 103.8                  | 88.3                   | 1,887.5                |
| 来源：infoclimat.fr    |                        |                        |                        |                        |                        |                        |                        |                        |                        |                        |                        |                        |                        |

## 行政区划
比亚里茨是法国新阿基坦大区大西洋比利牛斯省的一个市镇，编号为64122，隶属于巴约讷区，管理比亚里茨县，同时也是巴斯克地区城市圈公共社区的组成部分。
法国国家统计与经济研究所（简称）在进行数据统计时，将比亚里茨划为巴约讷城市核心区和巴约讷城市区。同时，还将比亚里茨市镇分为了12个“块区”（IRIS），以便于统计人口分布情况。

## 交通

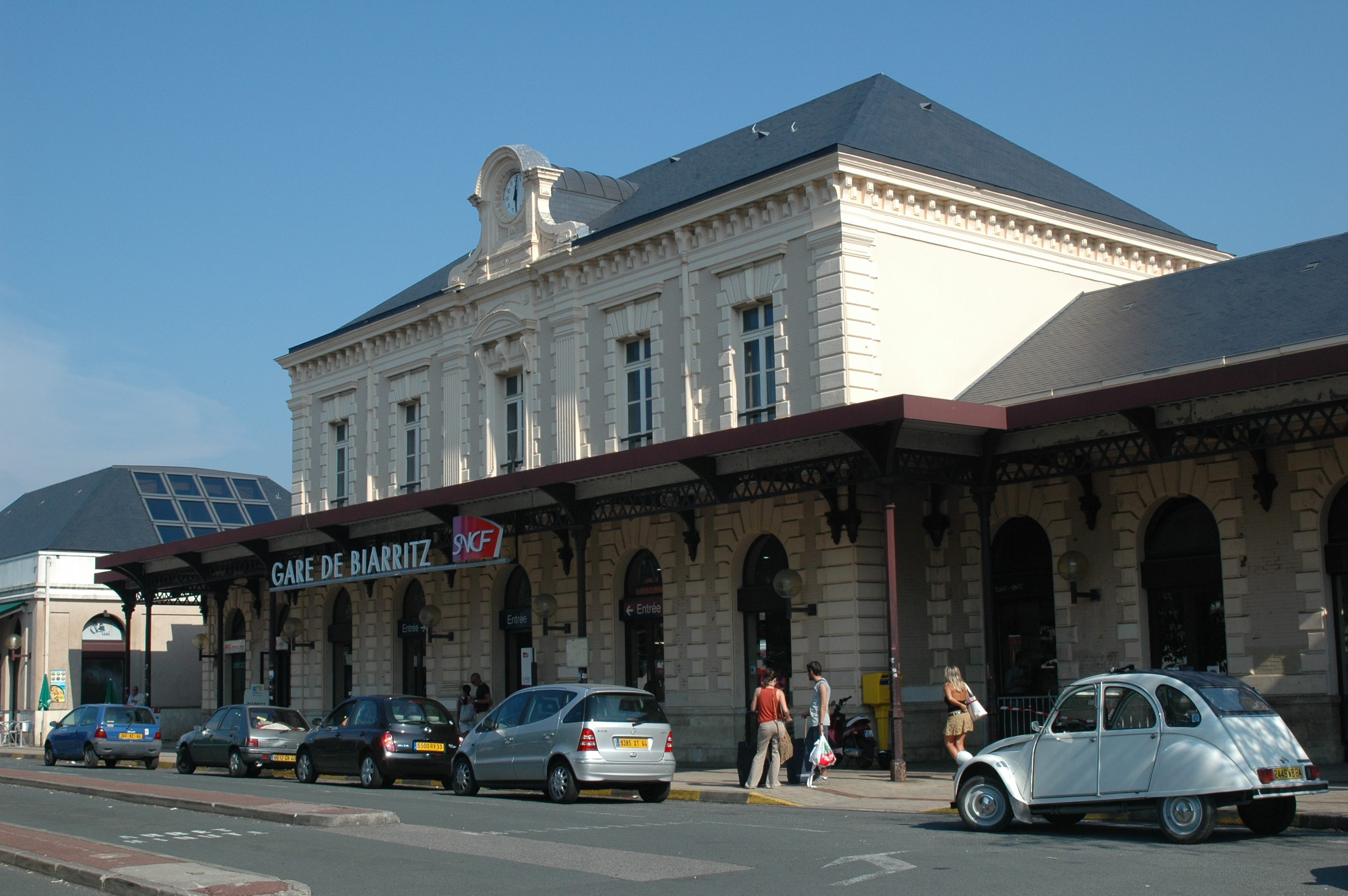
比亚里茨火车站

### 公路
法国国家A63高速公路经过比亚里茨境内南部，通过4号出入口与市区连接，另有多条大西洋比利牛斯省省道在比亚里茨境内交汇，新阿基坦大区下属的城际客运提供巴士线路，可前往比亚里茨以南的部分市镇。
2017年，44.6%的比亚里茨家庭拥有至少一辆的私人汽车。2018年，比亚里茨境内共发生各类交通事故53起，造成62人受伤。

### 铁路
比亚里茨位于波尔多－伊伦铁路上。比亚里茨站位于市区东南部，该站每天停靠大约4班往返于巴黎和昂代之间的高速列车，前往巴黎的最佳旅行时间在4.5小时以内，此外该站还停靠往返于波尔多和伊伦一线的区域列车，以及少量前往图卢兹的城际列车。
1980年9月以前，还有一条连接比亚里茨火车站和市区的地方铁路，后因市区公交线路的开行而停运。

### 航空
比亚里茨市区东侧建有比亚里茨巴斯克地区机场，该机场开行前往巴黎、里昂、伦敦和布鲁塞尔的常规航班，以及前往西欧多个城市的季节性航线。

### 城市公共交通
巴斯克地区城市公共交通（商业名称为）是比亚里茨及其附近多个城市之间的公共交通系统。截至2020年10月，该系统共包括十余条公交线路，其中多条线路经过经过比亚里茨市区。
1888年至1948年间，当地曾有巴约讷-比亚里茨有轨电车运行。

## 政治

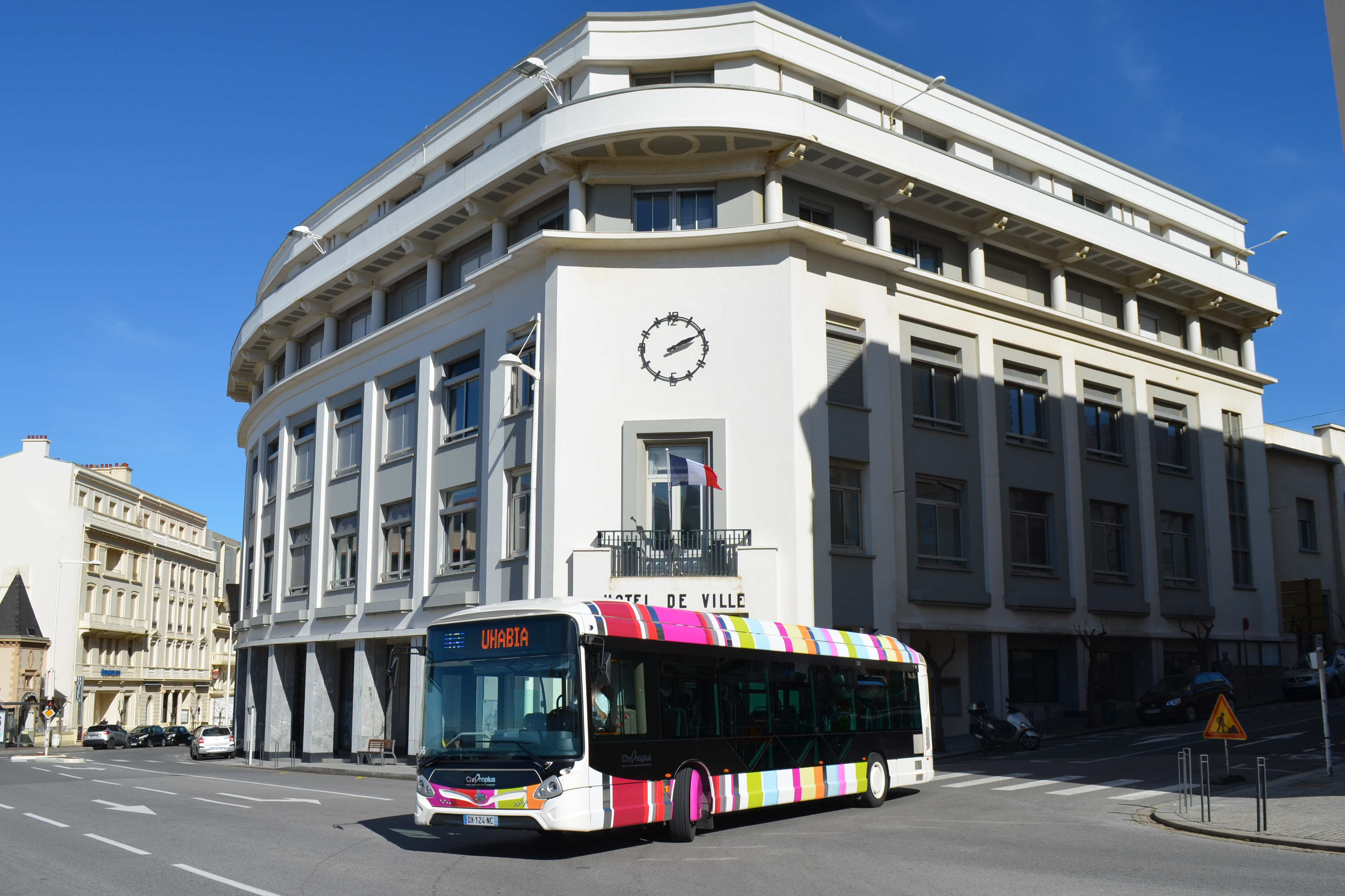
比亚里茨市政厅

比亚里茨的现任市长为迈代尔·阿罗斯特吉女士（Maider Arosteguy），她是共和党的一名成员，在2020年的市政选举中获得了50.22%的支持率。
在2017年的法国总统大选中，法国第25任总统埃马纽埃尔·马克龙在比亚里茨获得了79.7%的支持率。
| 比亚里茨历届市长 |                   |                                                   |
| 任期             | 市长              | 党派                                              |
| 1945年－1977年   | 居伊·珀蒂         | RI独立激进党 →UDF法国民主联盟                     |
| 1977年－1991年   | 贝尔纳·马里       | RPR保衛共和聯盟                                   |
| 1991年－2014年   | 迪迪埃·博罗特拉   | DVD右翼无党派人士 →UDF法国民主联盟 →MoDem民主运动 |
| 2014年－2020年   | 米歇尔·沃纳克     | MoDem民主运动                                     |
| 2020年－         | 迈代尔·阿罗斯特吉 | LR共和黨                                          |

## 人口
2017年，比亚里茨市镇人口数量为25,404，在法国排名第346位。其中男性11,329人，女性14,075人，75岁及以上人口占17.8%，外籍人口数量为6,271人，人口密度为2,179人/平方公里，当地居民被称为（男性）或（女性）。2018年，比亚里茨境内出生152人，死亡人口416人。
| 年份   | 1936   | 1946   | 1954   | 1962   | 1968   | 1975   | 1982   | 1990   | 1999   | 2006   | 2011   | 2016   | 2017   |
| ------ | ------ | ------ | ------ | ------ | ------ | ------ | ------ | ------ | ------ | ------ | ------ | ------ | ------ |
| 人口數 | 20,691 | 22,022 | 22,922 | 25,231 | 26,750 | 27,595 | 26,598 | 28,742 | 30,055 | 26,690 | 25,903 | 24,777 | 25,404 |

## 经济
比亚里茨是一个区域性的中心城市，当地共有各类用人单位9,090家，其中99.53%为中小型企业（PME），平均历史为16年，旅游及相关配套产业和社会服务业是当地的主要就业岗位类型。

## 财政收入
2018年，比亚里茨的财政收入总额为54,267,000欧元，财政支出总额为47,282,000欧元，当年的债务总额为37,879,100欧元。
2014年，比亚里茨的人均收入总额为2,703欧元，其中高职人员为4,904欧元，普通职员为1,884欧元。
2017年，比亚里茨境内的青壮年（15至64岁）失业率为15.2%，当地48.5%的家庭拥有纳税资格。

## 社会事务

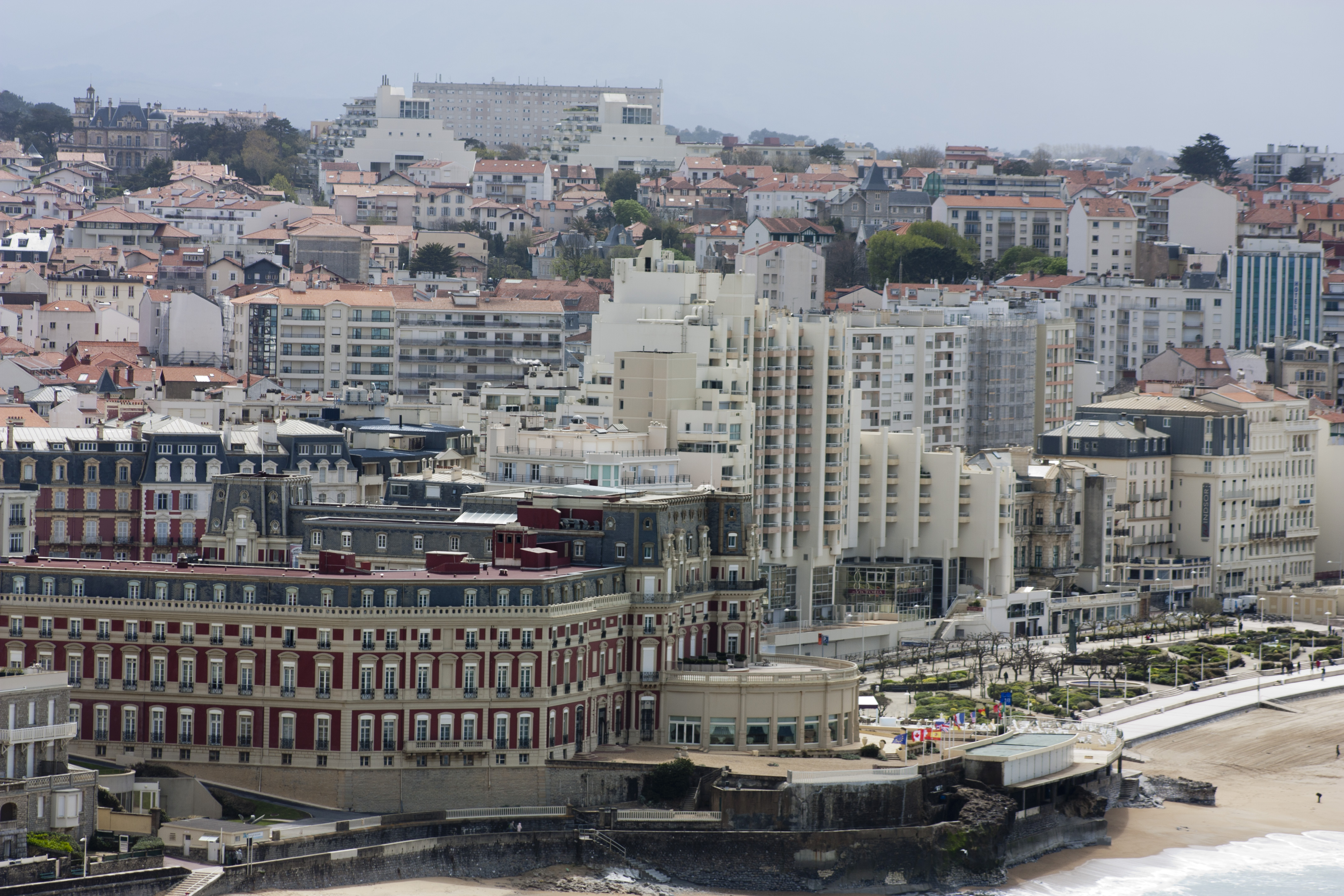
比亚里茨老城的建筑

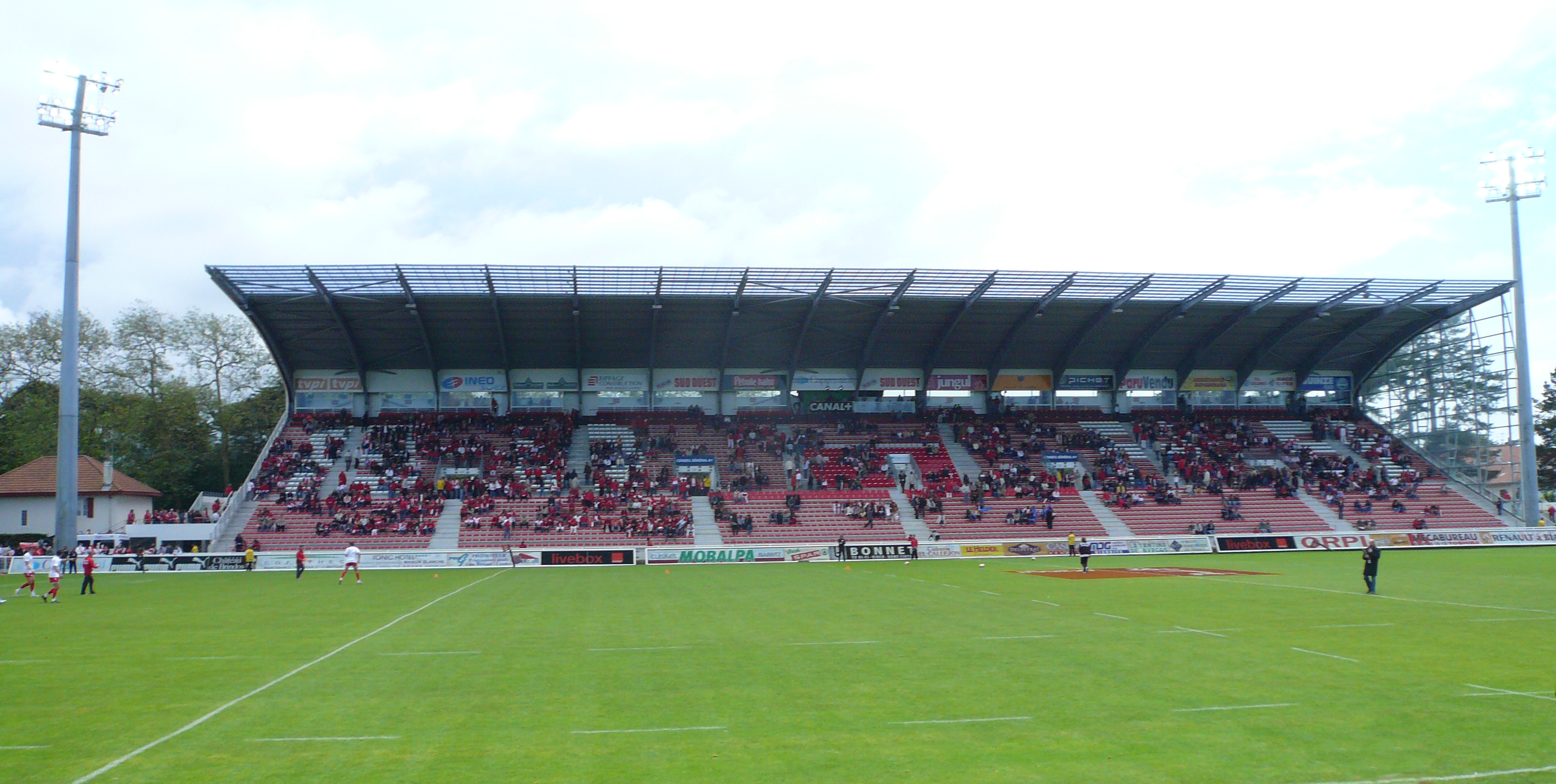
阿吉莱拉体育公园球场看台

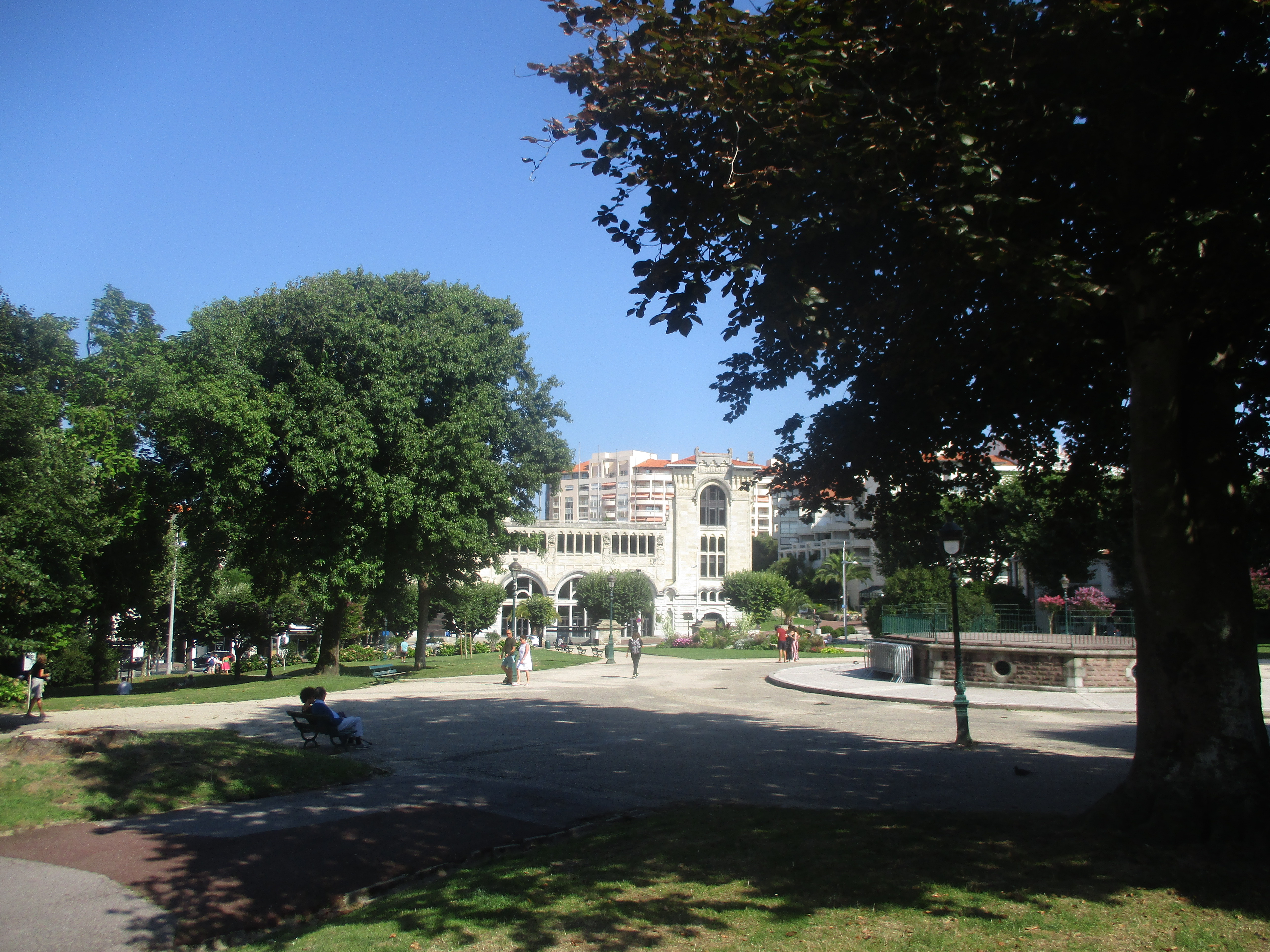
比亚里茨市区内的一处公共花园

### 教育
比亚里茨属于波尔多学区。截止2019年1月1日，比亚里茨境内共有1所幼儿园、9所小学、3所初级中学、2所普通高中和1所职业高中。2018至2019学年度，比亚里茨境内共有在校中小学生2,437名。

### 医疗
截止2019年1月1日，比亚里茨境内共有全科医生59名、保健师129名、牙医50名、护士173名、耳科医生2名、眼科医生8名、皮肤科医生4名、助产士3名、儿科医生5名和妇科医生1名。境内共有药房20家、养老院6家、残疾人帮扶中心2家。
巴斯克海岸中心医院是法国的一个区域性医疗机构，总部位于巴约讷，下设5处医院，共包含1,046个床位，其中距离比亚里茨最近的是普拉医院（site Prats），是这一地区规模最大的公立综合性医疗机构。

### 住房
2017年，比亚里茨境内共有各类住房25,762套，其中56.3%为常住房屋。集中式居民区少量分布在市区北部。

### 商业
2018年，比亚里茨境内共有各类商铺4,109家，其中餐饮服务类1,455家。市区东部建有大型开放式商业街区。

### 体育
2019年，比亚里茨境内共有5家游泳池、4间健身房、1座综合体育场、15处网球场、1处马术场、3处足球或橄榄球场、6处篮球或排球场以及1处高尔夫球场。
比亚里茨因橄榄球而闻名，比亚里茨奥林匹克是当地的职业橄榄球俱乐队，成立于1913年，曾获得过5次法国橄榄球甲级联赛的冠军，2020至2021赛季参加法国橄榄球乙级联赛，其主场阿吉莱拉体育公园可同时容纳超过1.5万名观众，是当地规模最大的体育设施。
比亚里茨圣女贞德俱乐部（JA Biarritz Football）是当地的一支足球队，成立于2000年，2020至2021赛季参加新阿基坦大区足球联赛。

### 环境
比亚里茨的环境事务由其所属的公共社区负责。2018年，比亚里茨境内共有4家污染企业。

### 治安
2014年，比亚里茨及附近地区共发生各类案件2,494起，其中盗窃类案件1,719起，经济类案件181起，毒品交易类案件216起。

## 文化
2019年，比亚里茨境内共有3家剧场和1家电影院。比亚里茨市政府提供多媒体中心，向公众全年开放。

### 建筑
比亚里茨境内有多处法国国家文物保护单位，其中巴拉斯酒店、比亚里茨灯塔、比亚里茨市政赌场、比亚里茨水族馆，以及海洋和冲浪城、亚洲博物馆等为当地的代表性建筑物。

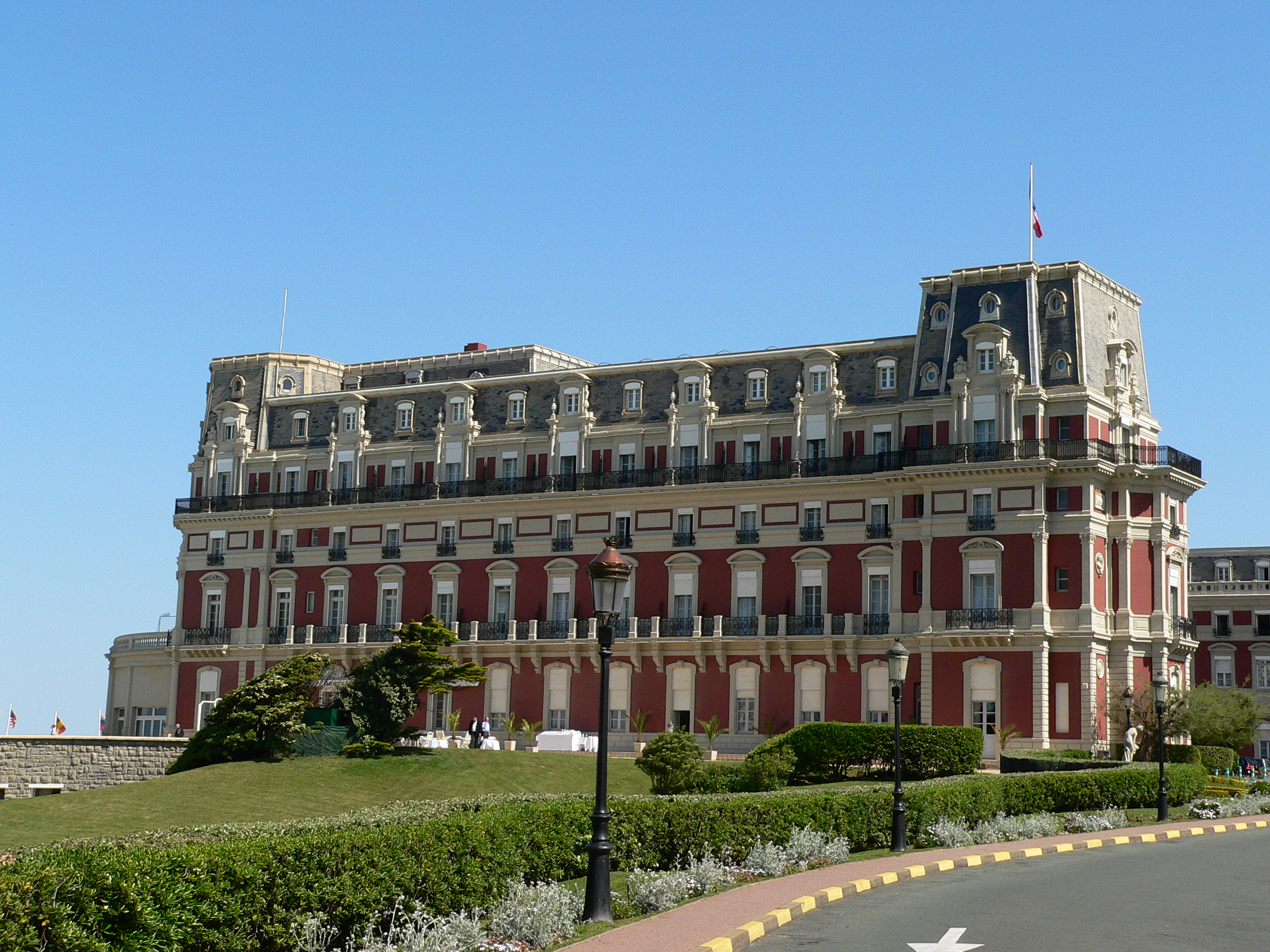
巴拉斯酒店
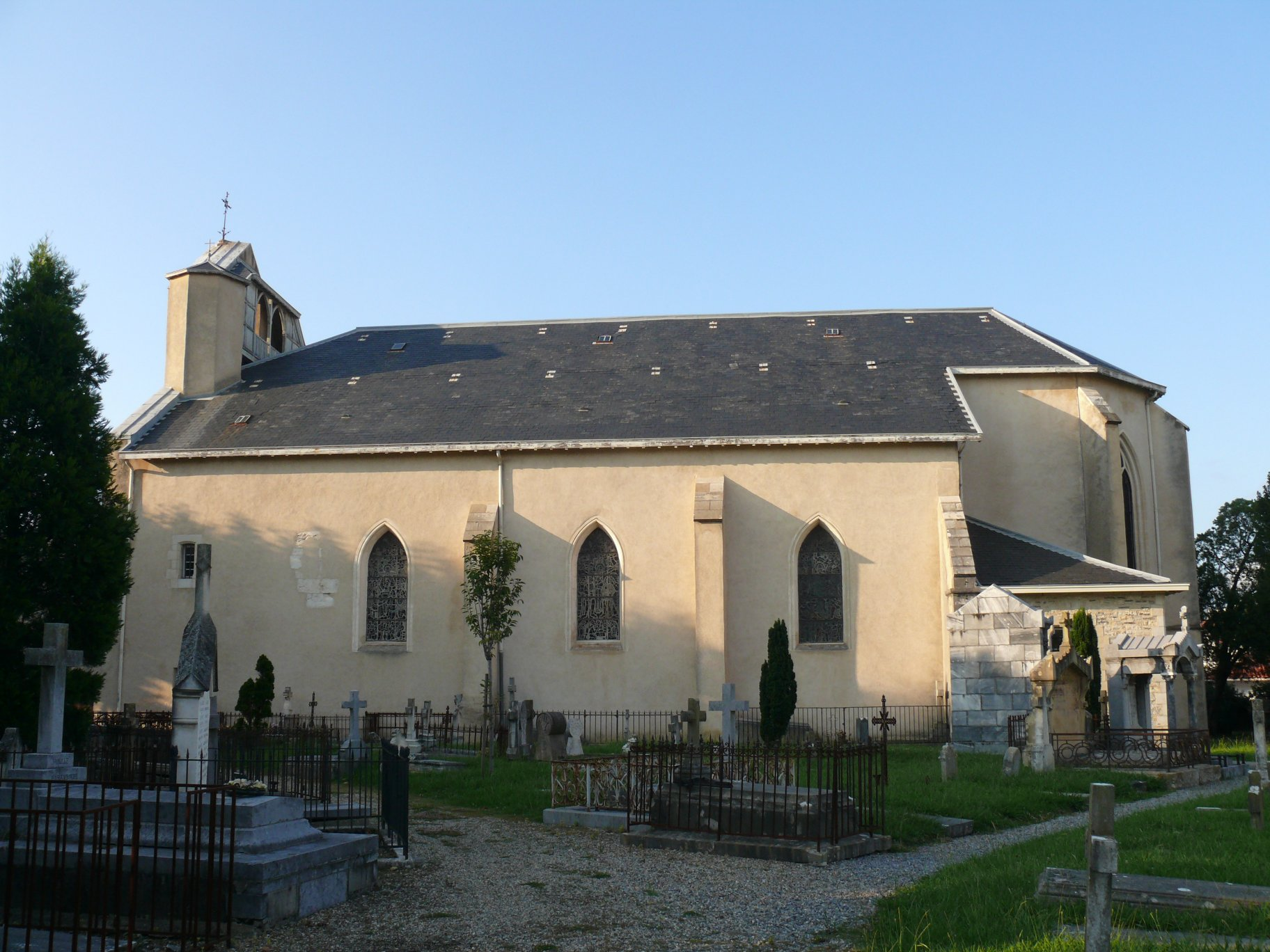
圣马丁教堂
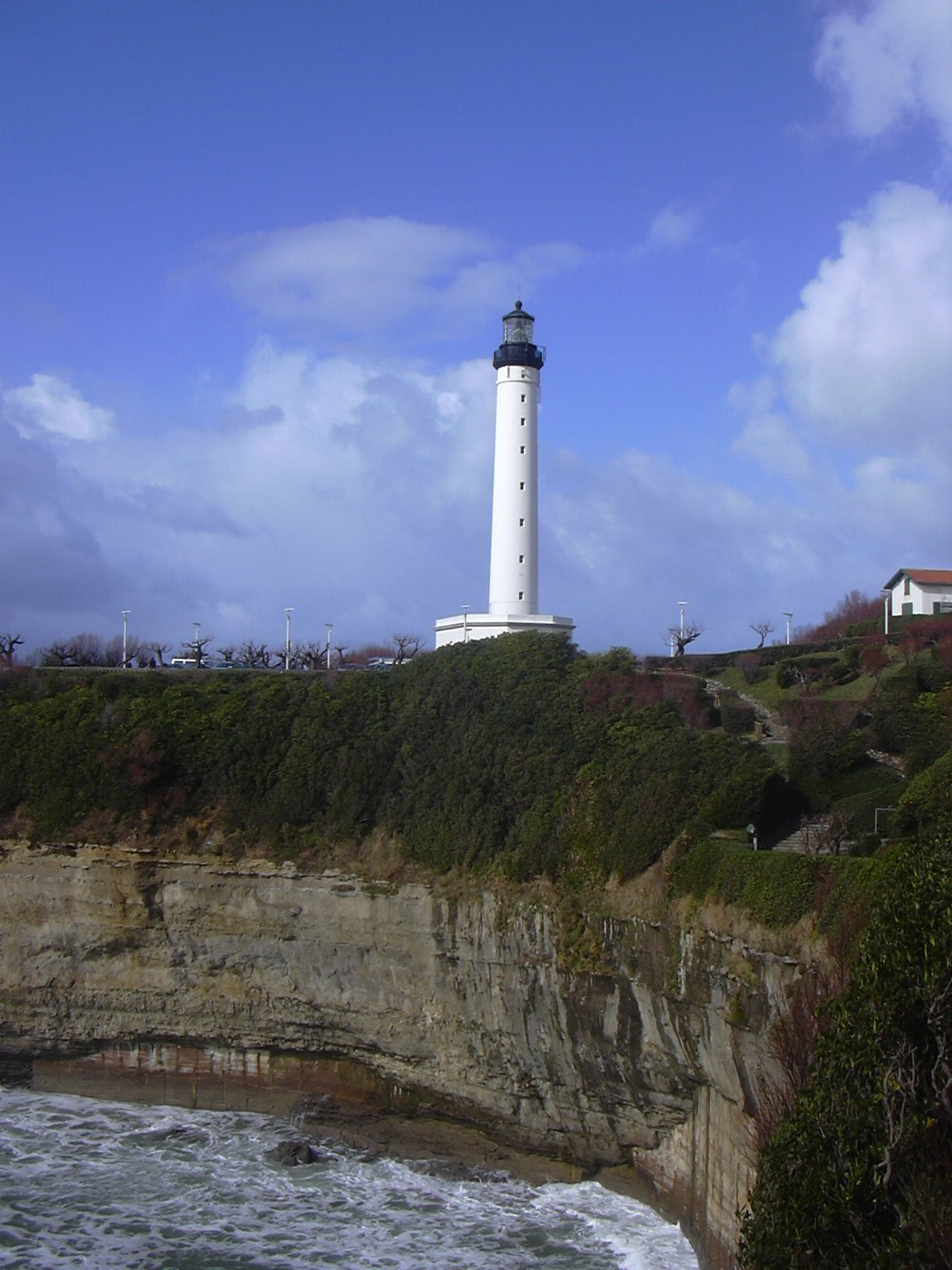
灯塔
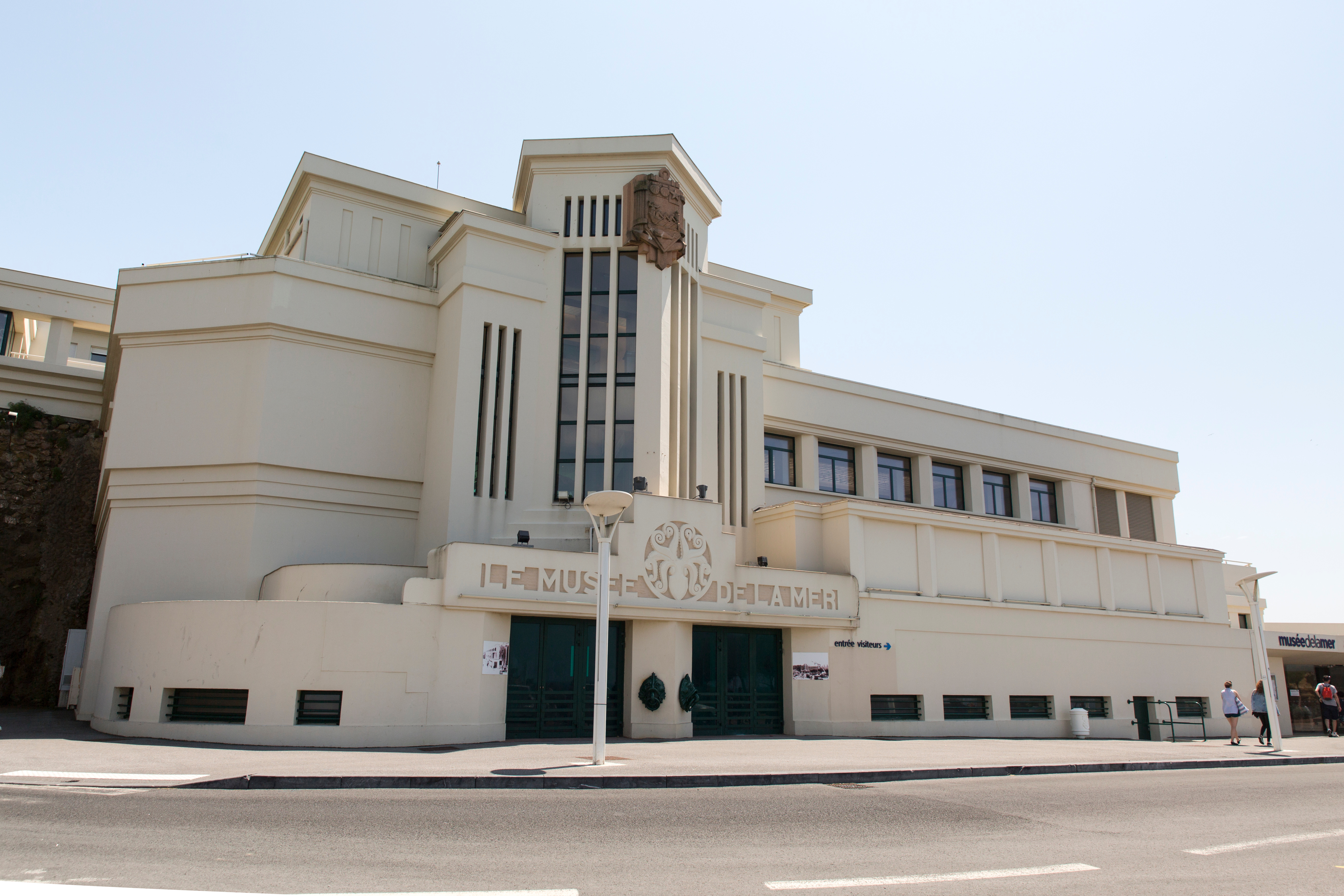
比亚里茨水族馆
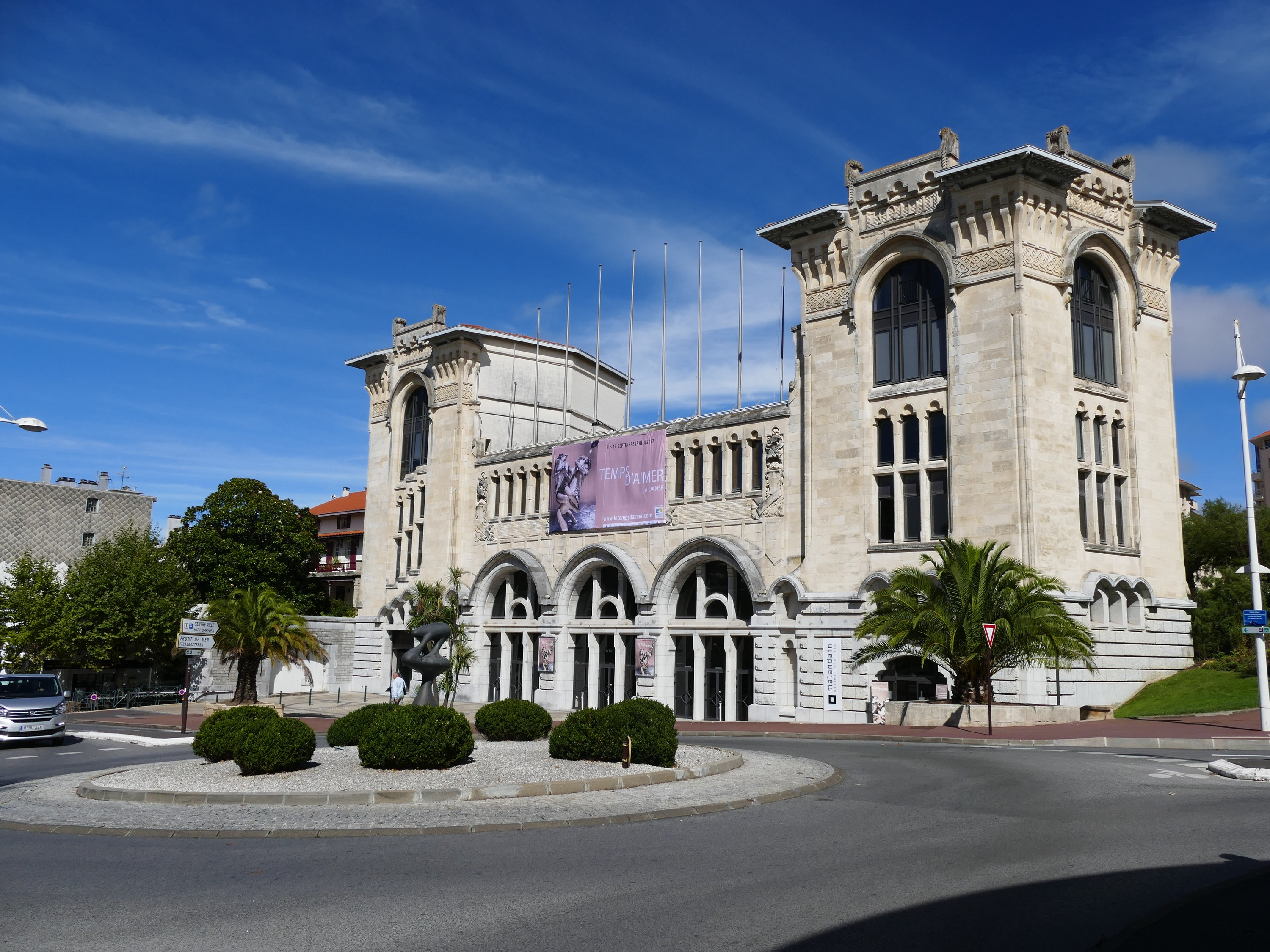
比亚里茨城市火车站旧址

### 旅游
比亚里茨是法国重要的旅游城市，因其独特的山地与海洋景观而吸引了大批来自法国内陆地区的游客，同时也常被用作影视作品的取景地。当地的旅游事务由其所属的公共社区负责。2020年，比亚里茨境内共有50家宾馆共计1,797间房间，另有1个露营地，可容纳共168辆露营车。
- 圣母岩

### 媒体
法国主要的媒体均可在比亚里茨接收，法国电视三台下属的新阿基坦大区频道在部分时段播出比亚里茨所属区域的地方新闻。

## 相关人物
法国药物化学家埃内斯特·富尔诺和宇航员利奥波德·埃亚尔茨出生于比亚里茨。

## 友好城市
截至2020年10月，比亚里茨共与四座城市互为友好城市关系：
- 比利时 伊克塞尔
- 西班牙 赫雷斯-德拉弗龙特拉
- 美国 奥古斯塔
- 葡萄牙 卡斯凯什